# Amelioracija
Amelioracija ili nasuto zemljište je proces stvaranja novig zemljišta u okeanima, morima, rečnim koritima ili jezerima. 
U nekim jurisdikcijama, uključujući delove Sjedinjenih Država, izraz „amelioracija” može se odnositi na vraćanje poremećene zemlje u poboljšano stanje. Na primer, u Alberti u Kanadi, pokrajinska vlada je amelioraciju definisala kao „proces vraćanja poremećenog zemljišta u njegove bivše ili druge produktivne namene”. U Okeaniji se to često naziva rehabilitacijom zemljišta.

## Istorija
Jedan od najranijih velikih projekata bio je Bemster Polder u Holandiji, realizovan 1612. godine, dodajući 70 km2 (27 sq mi) zemlje. U Hongkongu, Prajska melioraciona shema je dodala 20 do 24 ha (50 do 60 akra) zemljišta 1890. godine tokom druge faze izgradnje. Bio je to jedan od najambicioznijih projekata ikada napravljenih tokom kolonijalne ere Hongkonga. Otprilike 20% zemljišta u oblasti Tokijskog zaliva je uzeto od mora, pre svega veštačko ostrvo Odajba. Le Portjer, Monako i Gibraltar se takođe šire zbog melioracije. Grad Rio de Žaneiro je uglavnom izgrađen na obnovljenom zemljištu, kao i Velington na Novom Zelandu.

## Metode
Povraćaj zemljišta se može ostvariti pomoću više različitih metoda. Najjednostavnija metoda uključuje punjenje područja velikim količinama teškog kamenja i/ili cementa, zatim punjenje glinom i zemljom dok se ne postigne željena visina. Proces se naziva „izpunjavanje”, a materijal koji se koristi za popunjavanje prostora obično se naziva „punilac”. Odvodnjavanje potopljenih močvara često se koristi za povraćaj zemljišta u poljoprivrednu upotrebu. Dubinsko mešanje cementa se obično koristi u situacijama u kojima materijal koji je razmešten jaružanjem ili drenažom može biti kontaminiran i stoga treba da bude zagrađen. Iskopavanje zemlje je takođe jedan od načina povraćaja zemljišta. To je uklanjanje sedimenata i otpadaka sa dna vodene mase. Obično se koristi za održavanje obnovljenih kopnenih masa, jer je sedimentacija prirodni proces kojim se zatrpavaju kanali i luke.

## Uticaj na životnu sredinu
Isušivanje močvara radi oranja, na primer, predstavlja oblik uništavanja staništa. U nekim delovima sveta, novi projekti amelioracije su ograničeni ili više nisu dozvoljeni, zbog zakona o zaštiti životne sredine. Projekti amelioracije imaju jak negativan uticaj na obalske populacije, iako neke vrste mogu iskoristiti novostvoreno područje. Globalna analiza iz 2022. procijenila je da 39% gubitaka (približno 5.300 km2 or 2.000 sq mi) i 14% dobitaka (približno 1.300 km2 or 500 sq mi) plimskih močvara (mangrove, plimne ravnice i močvare) između 1999-2019 bili su posledica direktnih ljudskih aktivnosti, uključujući konverziju u akvakulturu, poljoprivredu, plantaže, razvoj obale i druge fizičke strukture.

### Zakonodavstvo o životnoj sredini
Zakonodavci Hongkonga usvojili su Uredbu o zaštiti luke, koju je predložilo Društvo za zaštitu luke 1997. godine u nastojanju da zaštiti luku Viktorija koja je sve ugroženija od zadiranja usled razvoja zemljišta. Nekoliko velikih planova povraćaja zamljišta na Zelenom ostrvu, Zapadnom Kovlunu i Kovlunskom zalivu je kasnije odloženo, a drugi su smanjeni u obimu.

## Opasnosti
Ameliorisano zemljište je veoma podložno utečnjavanju tla tokom zemljotresa, što može povećati količinu štete koja se javlja na zgradama i infrastrukturi. Sleganje je još jedan problem, kako zbog sabijanja tla na napunjenom zemljištu, tako i kada su močvarna područja ograđena nasipima i isušena da bi se stvorili polderi. Isušene močvare će na kraju potonuti ispod nivoa okolne vode, povećavajući opasnost od poplava.

## Land amounts added

### Azija
| Bahrein        | 76,3% izvorne veličine od 410 km2 (160 sq mi) (1931–2007). |
| Bangladeš      | Oko 110 km2 (42 sq mi) ukupno i ima 12,000 km2 (4,633 sq mi) potencijala (8% ukupne površine) do 12 m (39 ft) dubine u području teritorijalnog mora. |
| Hongkong       | 67 km2 (26 sq mi) zemljišta je iskorišteno do 2013. Prajska melioraciona shema započela je kasnih 1860-ih i sastojala se od dve faze ukupne površine od 20 do 24 ha (50 do 60 akra). Diznilend u Hongkongu, Međunarodni aerodrom u Hongkongu i njegov prethodnik, Kaj Tak aerodrom, izgrađeni su na obnovljenom zemljištu. Osim toga, mnogo se melioracije dogodilo na glavnim lokacijama na obali s obe strane luke Viktorija. To je pokrenulo ekološka pitanja zaštite luke koja je nekad bila izvor prosperiteta Hongkonga, prometne gužve u Centralnom okrugu, kao i dosluha vlade Hongkonga s graditeljima nekretnina na teritoriji. Osim toga, kako se grad širio, nova naselja u različitim decenijama uglavnom su građena na obnovljenoj zemlji, kao što su Tuen Mun, Taj Po, Ša Tin - Ma On Šan, Zapadni Kovlun, Kvun Tong i Ceung Kvan O. |
| Japan          | - Tokijski zaliv – 249 km2 (96 sq mi) uključujući celo veštačko ostrvo Odajba. - Kobe – 23 km2 (8,9 sq mi) (1995). |
| Filipini       | - Manilski zaliv: dodatnih 626 hektara duž istočne obale zaliva Manila stvorenih током 1990-ih do Kulturnog centra Filipinskog kompleksa od 88 hektara. Obalski put Manile (Bulevar Roksas) je zapravo obnovljeno zemljište, kao i njegov produžetak ka Kavitu (autoput Manila-Kavit / Bulevar Agvinaldo). |
| Singapur       | 20 procenata prvobitne površine ili 135 km2 (52 sq mi). Prema podacima iz 2003. godine, planovi za još 99 km2 (38 sq mi) će se realizovati, iako i dalje postoje sporovi sa Malezijom oko obimnih radova na melioraciji u Singapuru. Delovi aerodroma Čangi su takođe na meliorisanom zemljištu. |
| Severna Koreja | Tokom 1980-ih, Severna Koreja je započela program „pronalaženja nove zemlje“ da bi se stvorilo 300.000 hektara zemlje (3.000 km2 or 1.160 mi2) čime se proširuje ponuda obradivog zemljišta u zemlji. Projekat je bio neuspešan i stvoreno je samo 20.000 hektara (200 km2 ili 70 mi2) do trenutka kada je projekat otkazan nakon smrti Kim Il Sunga 1994. To je takođe doprinelo kolapsu severnokorejske privrede i gladi tokom 1990-ih. Napori na melioraciji su nastavljeni tokom 2010-ih pod Kim Džong Unom sa više uspeha. Severna Koreja je izgradila veštačka ostrva u Žutom moru sa bazama Korejske narodne armije, verovatno inspirisana kineskim veštačkim ostrvima u Južnom kineskom moru i moguće je da ona služe kao baze za balističke rakete dugog dometa.                                                                           |

## Literatura
- Wordie, Jason (18. 4. 1999). „Land-grabbing titans who changed HK's profit for good”. The Standard. Hong Kong. Архивирано из оригинала 22. 5. 2011. г. Приступљено 1. 10. 2010.
- MacKinnon, J.; Verkuil, Y.I.; Murray, N.J. (2012), IUCN situation analysis on East and Southeast Asian intertidal habitats, with particular reference to the Yellow Sea (including the Bohai Sea), Occasional Paper of the IUCN Species Survival Commission No. 47, Gland, Switzerland and Cambridge, UK: IUCN, стр. 70, ISBN 9782831712550, Архивирано из оригинала 24. 6. 2014. г.
- Murray, N.J.; Clemens, R.S.; Phinn, S.R.; Possingham, H.P.; Fuller, R.A. (2014), „Tracking the rapid loss of tidal wetlands in the Yellow Sea”, Frontiers in Ecology and the Environment, 12 (5): 267—272, doi:10.1890/130260, Архивирано из оригинала 24. 06. 2014. г., Приступљено 15. 08. 2020
- Stanley, David (1999). South Pacific Handbook. Moon South Pacific. стр. 895.
- Akimichi, Tomoya (1992). The ecological aspect of Lau (Solomon Islands) ethnoichthyology. 87 (4) Journal of the Polynesian Society. стр. 301—326. Архивирано из оригинала 21. 02. 2021. г.
- R.J. Oosterbaan, International Institute for Land Reclamation and Improvement, Wageningen, The Netherlands. "Improvement of waterlogged and saline soils." Free downloads of software and articles on land drainage.
- Kone, D. Linda (2006). Land Development (10th изд.). Washington, D.C.: National Association of Home Builders. ISBN 9780867186093.
- Dewberry & Davis (2008). Land Development Handbook (3rd изд.). New York: McGraw-Hill Professional. ISBN 9780071640930.
- Colley, Barbara C. (2005). Practical Manual of Land Development (4th изд.). McGraw-Hill. ISBN 0071448667.
- Johnson, David E. (2008). „4. Marketing Studies and Market Considerations”. Fundamentals of Land Development. Hoboken, NJ: John Wiley & Sons. ISBN 9780471778936.
- Lynch, Kevin (1960). The Image of the City. Cambridge MA: MIT Press. OL 5795447M.
- Urban Soil Compaction (PDF) (Извештај). Soil Quality – Urban Technical Note No. 2. Auburn, AL: U.S. Natural Resources Conservation Service, Soil Quality Instsitute. mart 2000. Архивирано из оригинала (PDF) 31. 10. 2020. г. Приступљено 15. 08. 2020.
- Boucher, Doug (jun 2011). The Root of the Problem: What's Driving tropical Deforestation today? (PDF) (Извештај). Tropical Forest and Climate Initiative. Cambridge, Massachusetts: Union of Concerned Scientists. стр. 85. Архивирано из оригинала (PDF) 26. 09. 2019. г. Приступљено 15. 08. 2020.
- Brockerhoff, E.G.; Jactel, H.; Parrotta, J.; Quine, C.P.; Sayer, J. (9. 4. 2008). „Plantation forests and biodiversity: oxymoron or opportunity?”. Biodiversity and Conservation. 17 (5): 925—951. doi:10.1007/s10531-008-9380-x.

## Spoljašnje veze
- „Historical Photographs of Malaita”. University of Queensland. Приступљено 20. 5. 2014.
- „Monocultures”. Barcelona, Spain: Carbon Trade Watch. Архивирано из оригинала 16. 07. 2016. г. Приступљено 28. 8. 2016.